# Winter-Universiade 2017/Freestyle-Skiing
Bei der Winter-Universiade 2017 wurden neun Wettkämpfe im Freestyle-Skiing ausgetragen.

## Bilanz

### Medaillenspiegel
| Platz  | Land       | Gold | Silber | Bronze | Gesamt |
| ------ | ---------- | ---- | ------ | ------ | ------ |
| 1      | Kasachstan | 5    | 1      | 3      | 9      |
| 2      | China      | 2    | 1      | 2      | 5      |
| 3      | Russland   | 1    | 6      | 1      | 8      |
| 4      | Tschechien | 1    | –      | –      | 1      |
| 5      | Belarus    | –    | 1      | –      | 1      |
| 6      | Österreich | –    | –      | 2      | 2      |
| 7      | Schweiz    | –    | –      | 1      | 1      |
| Gesamt | Gesamt     | 14   | 14     | 14     | 42     |

### Medaillengewinner

#### Männer
| Disziplin   | Gold            | Silber            | Bronze         |
| ----------- | --------------- | ----------------- | -------------- |
| Aerials     | Li Zhonglin     | Artslom Bashlakou | Guo Ziming     |
| Moguls      | Dmitri Reicherd | Sergei Schimbujew | Pawel Kolmakow |
| Dual Moguls | Dmitri Reicherd | Sergei Schimbujew | Pawel Kolmakow |
| Skicross    | Jiří Čech       | Kirill Merenkow   | Enrico Fromm   |

#### Frauen
| Disziplin   | Gold              | Silber                  | Bronze                  |
| ----------- | ----------------- | ----------------------- | ----------------------- |
| Aerials     | Zhu Yingying      | Schibek Arapbajewa      | Schanbota Aldabergenowa |
| Moguls      | Julija Galyschewa | Anastassija Perwuschina | Katharina Ramsauer      |
| Dual Moguls | Julija Galyschewa | Elizaveta Bezgodova     | Katharina Ramsauer      |
| Skicross    | Anna Antonova     | Mayya Averyanova        | Jekaterina Malzewa      |

#### Mixed
| Disziplin    | Gold                                      | Silber              | Bronze                    |
| ------------ | ----------------------------------------- | ------------------- | ------------------------- |
| Aerials Team | Schanbota Aldabergenowa / Baglan Inkarbek | Xu Nuo / Shi Haitao | Zhu Yingying / Guo Ziming |